# Государственная стража (Украинская держава)
Госуда́рственная стра́жа (укр. Держа́вна ва́рта) — служба правопорядка Украинской державы гетмана Павла Скоропадского в период Гражданской войны на территории Украины.
Была создана 18 мая 1918 года. Насчитывала в своих рядах до 60 тыс. сотрудников. Имела цель поддерживать гражданский порядок на территориях Украинской державы и правительству Украинской державы, осуществляла борьбу со спекуляцией, подделкой денежных знаков, хищениями на железной дороге и другими анархо-криминальными и антигерманскими проявлениями, а также выполняла функции контроля в политической сфере.
Расформирована Директорией УНР 4 января 1919 года.

## История создания
Государственная стража Украинской державы была образована согласно закону Совета министров Украинской державы «Об изменении существующих законов о милиции и создании Государственной стражи» от 18 мая 1918 года. Этим законом вся городская и уездная милиция переименовывалась в государственную стражу (державную варту) и передавалась под начало губернских и уездных староств и сходов.
9 августа 1918 года был утверждён устав государственной стражи. Центральное управление стражей осуществлялось департаментом Министерства внутренних дел Украинской державы. Персонал и функциональные отделения стражи (общее, уголовно-разведывательное, информаторское) подчинялись губернскому старосте. В помощь ему назначался помощник-инспектор стражи в губернии. В период, пока продолжалось первичное формирование органов государственной стражи, функции поддержания порядка на территории Украинской державы выполняло германское командование.

## Численность и структура
В городах и прочих населённых пунктах (за исключением Киева) нормативная численность стражи определялась из расчёта один стражник на 400 человек гражданского населения. На 10 человек стражи один находился на более высоком окладе. Кроме того, на каждый район назначался один старший стражник, а на 20 стражников — наказной. В крупнейших городах (Киеве, Харькове, Одессе, Николаеве) также размещались резервные дивизионы (по 260 сотрудников), а в уездах — резервные сотни конных стражников (по 100 сотрудников). Численность конной стражи в уездах определялась из расчёта один стражник на 2000 человек гражданского населения:15. Города численностью свыше 300 тысяч человек имели градоначальства 1-го разряда, остальные 2-го. Отделы государственной стражи существовали только в градоначальствах 1-го разряда. Внутри происходило разбиение на районы: в градоначальствах 1-го разряда один район составлял 50 тыс. человек, 2-го разряда — 40 тысяч человек, отдельными районами выделялись порты. Начальники государственной стражи в районах подчинялись начальникам отделов. Район в свою очередь состоял из частей (одна часть на 5 тыс. населения), руководил районом наказной государственной стражи. Стражники распределялись по районам согласно регламенту, устанавливаемому городским атаманом:16. В Киеве как столичном гетманском городе численность стражи была определена из расчёта один стражник на 933 человека гражданского населения.
Кроме этого, в гетманской державе был создан корпус железнодорожной государственной стражи, разделённый на семь районов: Киевский, Одесский, Южный, Харьковский, Екатеринославский, Левобережный и Подольский. Руководителем района являлся атаман государственной стражи, который назначался и снимался напрямую министром внутренних дел Украинской державы, и был подотчетен ему напрямую:16-17. Отделения железнодорожной стражи создавались из расчёта одно отделение на 150—300 вёрст железнодорожного пути:17. Железнодорожные стражники располагались указом атамана из расчёта один стражник на 7 вёрст железнодорожного пути:17.

## Деятельность
Государственная стража осуществляла борьбу со спекуляцией, подделкой денежных знаков, хищениями на железной дороге. Так 18 сентября 1918 года на Крещатике органами стражи были задержаны до 800 человек, чья деятельность была проверена на предмет спекуляции, было задержано 14 человек. 6 октября
1918 года работниками государственной стражи была задержана преступная банда из шести лиц, которые на станции Ирпень ворвались в вагон, ранили одного пассажира и украли 30 тысяч карбованцев. А 8 октября того же года работникам стражи удалось пресечь грабёж на станции Екатеринослав, где толпа крестьян из 60 лиц похищала патоку из железнодорожного состава, стоявшего на запасном пути.
Для усиления охраны общественного порядка гетманского государства осенью 1918 года началось формирование добровольческих дружин, на организацию которых правительство Украинской державы 17 октября 1918 года выделило в распоряжение министра внутренних дел 5 миллионов карбованцев.

## Упразднение
Фактически государственная стража перестала функционировать 15 декабря 1918 года, после свержения гетмана в Киеве войсками Директории УНР. Институт государственной стражи официально был упразднён Директорией распоряжением от 4 января 1919 года и заменён органами народной милиции.

## Оценки
Украинский исследователь, доктор юридических наук П. Михайленко пишет, что, в отличие от УНР, Скоропадскому удалось создать действенный аппарат управления органами внутренних дел. Структура стражи как органа МВД признается автором чёткой и соответствующей потребностям времени.